# Online Copyright Infringement Liability Limitation Act
Das Online Copyright Infringement Liability Limitation Act (OCILLA) (Sinngemäß: Gesetz zur Beschränkung der Haftung für Urheberrechtsverletzungen im Bereich des Internet) ist ein Gesetz der Vereinigten Staaten, um die Haftung von Online-Diensten, insbesondere Internetdienstanbietern für Urheberrechtsverletzungen zu erleichtern.
Das Gesetz wird auch als DMCA 512 bezeichnet, weil es ein Teil des Digital Millennium Copyright Act (DMCA) ist und als Abschnitt 512 zum United States Code (Bundesrecht der Vereinigten Staaten) hinzugefügt wurde. Eine andere Bezeichnung ist auch Safe Harbor (sicherer Hafen), eine Analogie aus der englischen Juristensprache für einen rechtssicheren Bereich, insbesondere eine gesetzliche Haftungserleichterung für Handlungen in gutem Glauben unter vordefinierten Bedingungen.

## Überblick
OCILLA soll als Umsetzung des WIPO-Urheberrechtsvertrages (1996) zwischen den legitimen Interessen von Urheberrechtsinhabern und digitalen Benutzern einen Ausgleich schaffen. Dies versucht es, indem es sowohl die primäre Haftung der Internetdienstanbieter für urheberrechtswidrig angebotene Dateien beschränkt als auch ihre sekundäre Haftung für die Taten der rechtswidrig hochladenden Nutzer.
Um die Haftungserleichterung beanspruchen zu können, muss ein Internetdienstanbieter erstens eine vernünftige Vorgehensweise entwickeln und umsetzen, um Benutzerkonten, die wiederholt Urheberrechte verletzen, zu kontaktieren und zu löschen. Zweitens muss er diese Vorgehensweise mit standardisierten technischen Mitteln umsetzen, ohne diese zu behindern. Dann können sie den sicheren Hafen für vier verschiedene Handlungen beanspruchen: übermitteln, zwischenspeichern (caching), speichern oder verlinken von urheberrechtswidrigem Material. Der sichere Hafen führt dazu, dass der Internetdienstanbieter nicht zu Schadenersatz verurteilt werden kann, wohl aber zu einem Unterlassen weiterer Urheberrechtsverletzungen.
Zusätzlich zu den allgemeinen Vorkehrungen gibt es für jeden der vier sicheren Häfen Detailregelungen. Der Sichere Hafen für Speicherung im Internet nach § 512(c) ist der bekannteste, da er bekannte Akteure wie Youtube schützt.

Als Ergebnis dieses Gesetzes mussten sowohl Urheberrechtsinhaber als auch Nutzer des Internet auf Rechte verzichten. Die Urheberrechtsinhaber verloren Schadensersatzansprüche gegen die leicht zu erreichenden und in der regel solventen Internetdienstanbieter, die Nutzer verloren ein Teil ihrer Anonymität, weil die Internetdienstanbieter diese bei mutmaßlicher Urheberrechtsverletzung offenlegen müssen.

### Speicherung im Internet
§ 512(c) gilt für Online-Dienste, die urheberrechtswidriges Material speichern. Zusätzlich zu den beiden allgemeinen Anforderungen, dass die Dienste die üblichen Schutzmechanismen verwenden und Wiederholungstäter ausschließen gilt die Haftungserleichterung nur, wenn der Online-Dienst zum ersten keinen direkten finanziellen Vorteil von der Urheberrechtsverletzung hat, zweitens in gutem Glauben war, also weder von der Urheberrechtsverletzung wusste, noch Fakten kannte die darauf schließen ließen und drittens auf eine Aufforderung des behaupteten Urheberrechtsinhabers unverzüglich reagieren.

#### Direkter finanzieller Vorteil
Ein Onlinedienst soll keinen finanziellen Vorteil erhalten, der direkt der Urheberrechtsverletzung zugerechnet werden kann (Original: „not receive a financial benefit directly attributable to the infringing activity“). Was ein direkter finanzieller Vorteil ist, ist auslegungsbedürftig und nicht immer klar. Während Napster ein direkter Vorteil angelastet wurde, weil Napsters System dazu führte, dass immer mehr Kunden Napster benutzten und so Napsters zukünftiges Einkommen dadurch direkt beeinflusste, wurde AOL freigesprochen, weil nicht festgestellt werden konnte, dass die Speicherung auf seinen Servern zu Veränderung der Nutzerzahlen geführt hatte.

#### Guter Glaube
Um die Haftungserleichterung zu erlangen, darf der Onlinedienst kein Wissen um die Urheberrechtswidrigkeit haben und keine Fakten oder Umstände kennen, aus denen sich dieses Wissen ergibt. Das bedeutet nicht, dass ein Onlinedienst seine Nutzer überwachen oder gezielt nach Urheberrechtsverletzungen suchen müsste, aber er muss auf Zweierlei reagieren. Zum einen auf eine Benachrichtigung des Urhebers und zum anderen auf Warnsignale. Weil diese Anzeichen allein zum Handeln verpflichten entbindet diese Vorgabe den Onlinedienst von der schweren Aufgabe zu entscheiden, ob eine tatsächliche Urheberrechtsverletzung vorliegt.

##### Schriftliche Benachrichtigung durch Rechteinhaber
Der gewöhnliche Weg ist, dass der Rechteinhaber den Onlinedienst schriftlich benachrichtigt. Diese Beschwerde muss die folgenden Daten enthalten:
1. Eine Unterschrift, physikalisch oder eine digitale Entsprechung
2. Eine eindeutige Bezeichnung der Werke, deren Urheberrecht behauptet wird.
3. Eine eindeutige Bezeichnung der Werke, die das Urheberrecht verletzen sollen, zusammen mit ausreichend Information dazu, wo das Material beim Onlinedienst gefunden werden kann.
4. Ausreichend Kontaktinformationen über den Beschwerdeführer.
5. Eine Erklärung des Beschwerdeführers, dass er in gutem Glauben ist, dass der genannte Gebrauch der Werke nicht durch den Beschwerdeführer, seinen Vertreter oder das Gesetz erlaubt ist.
6. Eine Erklärung des Beschwerdeführers, dass die Information der Beschwerde richtig ist und eine eidesstattliche Versicherung, dass der Beschwerdeführer berechtigt ist für den Urheberrechtsinhaber ein ausschließliches Recht auf Unterlassung geltend zu machen, das verletzt wurde.

Auf solch eine Nachricht hin muss der Onlinedienst das Material unverzüglich sperren oder löschen. Solange die Beschwerde mit den Punkten zwei, drei und vier vorliegt, muss der Onlinedienst versuchen, alle Unklarheiten zu klären. Diese Punkte müssen alle in einer Nachricht, nicht in mehreren getrennt voneinander vorhanden sein. Nach der Löschung der Dateien muss der Onlinedienst versuchen, den angeblichen Urheberrechtsverletzer unverzüglich zu unterrichten. Er darf ihn aber auch schon vorher unterrichten. Dieser darf eine Gegendarstellung (Original: „counter notification“) abgeben, auf die der Onlinedienst entsprechend reagieren muss. Wenn der Onlinedienst sich an diese Vorgaben hält, ist er auch sicher vor Schadenersatzforderungen von seinem Nutzer. Es ist üblich, aber noch keine gerichtlich festgelegte Pflicht, auf der Hauptseite eines Internetauftritts im Fußbereich einen Verweis zu rechtlichen Bemerkungen zu hinterlassen und dort den Ansprechpartner für solche Beschwerden (Original: „Designated agent“) zu nennen.
Der Ansprechpartner muss beim Urheberrechtsbüro („Copyright Office“) gemeldet sein.

##### Warnsignale
Die zweite Art, wie der Onlinedienst zum Handeln gezwungen wird, sind Warnsignale („aware of facts or circumstances from which infringing activity is apparent.“). Dabei sind subjektive und objektive Kriterien zu beachten. Objektiv muss der Onlinedienst wissen, dass das fragliche Material in seinem System ist, subjektiv muss die Urheberrechtsverletzung für eine verständige Person vergleichbaren Umständen erkennbar sein („infringing activity would have been apparent to a reasonable person operating under the same or similar circumstances“).

#### Beispiel Sperrung und erneute Freigabe
1. Sebastian N. lädt die Kopie eines Videos von einem Auftritt von Dieter N. bei YouTube hoch
2. Dieter findet dort Sebastians Kopie
3. Dieters Sekretärin Bärbel schickt eine Beschwerde an YouTubes Ansprechpartner (designated agent), den er beim Copyright Office gefunden hat. Darin enthalten sind
  1. Kontaktinformation
  2. Der Name des Videos
  3. Die URL der Kopie des Videos
  4. Eine Erklärung, dass er guten Glaubens ist, dass die Kopie weder durch den Rechteinhaber, seinen Vertreter oder gesetzliche Bestimmungen erlaubt ist.
  5. Eine eidesstattliche Erklärung, dass Bärbel in Dieters Namen handeln darf.
  6. Bärbels Unterschrift oder ein digitaler Ersatz
4. YouTube sperrt das Video
5. YouTube benachrichtigt Sebastian von der Sperre
6. Sebastian kann nun eine Gegendarstellung schicken, wenn er nicht einverstanden ist. Diese enthält:
  1. Kontaktinformation
  2. Den Namen des gesperrten Videos
  3. Eine eidesstattliche Erklärung, dass Sebastian in gutem Glauben ist, ein Recht zur Veröffentlichung des Videos zu haben.
  4. Eine Erklärung sich dem Urteil des zuständigen US-Gerichtes zu unterwerfen
  5. Sebastians Unterschrift oder ein digitaler Ersatz
7. Wenn die Gegendarstellung vollständig war benachrichtigt YouTube Dieter und wartet 10 bis 14 Arbeitstage, ob Dieter ein Gerichtsverfahren einleitet.
8. Wenn Dieter kein Gerichtsverfahren einleitet, muss YouTube das Material wieder freigeben.